# Театр музыкальной комедии имени Акопа Пароняна
Театр музыкальной комедии им. Акопа Пароняна — театр музыкальной комедии, расположенный в столице Армении городе Ереване. Основан в 1942 году.

## История

### Советское время
В феврале 1941 года на сессии Верховного Совета Армянской ССР было принято решение об организации в Ереване театра музыкальной комедии. Воплотить решение съезда и открыть театр удалось уже на следующий 1942 год. Новый театр был назван в честь известного армянского драматурга Акопа Пароняна, а первым его директором, 15 марта 1942 года, был назначен Завен Варданян. В 1942—1954 годах главным режиссёром работал Татевос Сарьян.
Среди первых постановок ереванского театра были произведения армянской классики «Каринэ» Тиграна Чухаджяна и «Кум Моргана» Александра Ширванзаде, кроме этого, театром было поставлен ряд спектаклей мировой классики. В 1943—1945 годах театром руководил заслуженный деятель искусств Армянской ССР Артемий Айвазян. Среди лучших постановок того времени «Вольный ветер» Дунаевского, «Восточный дантист» и «Кадж Назар» Айвазяна и Демирчяна, «Большая свадьба» Тиграняна и ряд других.
В советское время театр имени А. Пароняна чаще всего обращается к нравственно-этическим проблемам отношений в общественной и семейной жизни современников. В музыкальных комедиях театра заметно тяготение и к сатире, к осмеянию духовной скудости и пародированию мещанства.

## ТРУППА
1964 год.
- Амамджян Милена Амаяковна
- Андриасян Алла Егоровна — заслуженная артистка Арм. ССР
- Григорян Светлана Рубеновна
- Данзас Изабелла Григорьевна — народная артистка Арм. ССР
- Караханян Эмма Арменаковна
- Люледжян Любовь (Сирана) Михайловна
- Марян-Калантарян Седа Рубеновна
- Мкртчян Аделаида Аркадьевна — заслуженная артистка Арм. ССР
- Мкртчян Араксия Рафаэльевна
- Сагателян Офелия Левоновна
- Шахсуварян Варвара Ивановна — заслуженная артистка Арм. ССР
- Шахбазян Мария Агасиевна
- Эрамджян София Яковлевна — заслуженная артистка Арм. ССР

- Асланян Генрих Арменакович
- Бабаян Ашот Елисеевич
- Вачян Аркадий (Аршавир) Григорьевич — заслуженный артист Арм. ССР
- Воскян Гегам Варданович
- Гарибян Константин Азизович
- Гнуни Сергей Тигранович
- Данзас Гайк Христофорович — народный артист Арм. ССР
- Ерицян Ким Андреевич
- Карагезян Маис Григорьевич
- Оганесян Александр Мушегович — заслуженный артист Арм. ССР
- Погосян Григорий Гарегинович
- Самвелян Арам Арамович — заслуженный артист Арм. ССР
- Симонян Григорий Ильич
- Тащян Вардгес Тигранович
- Тер-Саакян Матвей Григорьевич
- Хачванкян Карп Никитович — заслуженный артист Арм. ССР
- Шахназарян Ерванд Багратович — заслуженный артист Арм. ССР
- Элбакян Георгий Михайлович

## Артисты балета
- Варжапетян Елена Григорьевна
- Григорян Лидия Абрамовна
- Никогосян Елена Византиевна
- Самсонян Роза Яковлевна
- Самургашян Тамара Арамовна
- Тазабарян Сирана Суреновна

- Григорян Альберт Захарович
- Оганесян Иван Фадеевич
- Шамамян Осип Грантович

## Артисты хора
- Авакян Екатерина Ервандовна
- Балтаян Алиса Нишановна
- Григорян Валентина Нишановна
- Дубовик Ада (Адель) Анатольевна
- Кесабабян Цветана Карповна

- Канканян Арамаис Михайлович
- Налбандян Георгий Иванович
- Саркисян Абрам Иванович
- Степанян Георгий Суренович

## Артисты оркестра
- Будакян Анаида Яковлевна
- Мхитарян Джульетта Ивановна

- Аветисян Юрий Артемович
- Айрумян Григорий Артемьевич
- Аракелян Спартак Нерсесович
- Гркашарян Владимир Минасович
- Диланджян Вазген Нахапетович
- Дмитрюк Грант Николаевич
- Мангасарян Вилли Арамович
- Маркарян Анатолий Вардгесович
- Мелик-Степанян Артур Мартынович
- Минасян Вазген Артемьевич
- Мкртчян Артемий Галустович
- Папоян Роберт Артемьевич
- Саркисян Владимир Суренович
- Саркисян Карлен Вачаганович
- Тунян Гарегин Аркадьевич

### Независимая Армения
С распадом Советского Союза театральное искусство в Армении, как и на всем пост-советском пространстве, приходит в упадок. Выжив в тяжелые девяностые, театр обрел второе дыхание. В 1998 году на международном театральном конкурсе в Рустави театр становится победителем в номинации «лучшая классическая постановка». Несмотря на все трудности, в 2007 году в театре было показано три новых спектакля и более 140 репертуарных постановок. Ежегодно, начиная с 2010 года в театре проходит церемония вручения национальной театрально премии «Артавазд», которая была перенесена сюда из кинотеатра «Москва». Уже через год на премии «Артавазд 2011», проходившей в родных стенах, за постановку режиссёром Шушан Геворгян спектакля «Арегназан», театр получил главный приз в номинации «Лучший молодёжный спектакль». В 2013 году на премии «Артавазд 2013» спектакль «Кум Моргана», поставленный на сцене театра режиссёром Ервандом Казанчяном, был признан «Лучшим спектаклем»

## Награды

### Общие
- 1945 — 2-е место на республиканском фестивале по случаю 25-летия установления Советской власти в Армении.
- 1950 — лауреат премии Министерства культуры СССР
- 1950 — диплом Верховного Совета Армянской ССР
- 1957 — диплом второй степени Всесоюзного фестиваля исполнительских искусств.
- 1989 — специальный приз премии Б. Брехта, спектакль Карьера Артуро Уи, режиссёр Армен Элбакян
- 1998 — лучшая классическая работа, приз за пьесу «Лисистрата» (международный театральный фестиваль в Рустави)

Национальная премия «Артавазд»:
- Лучший спектакль: 2013
- Лучший молодёжный спектакль: 2011

### Индивидуальные
- 1967 — второй диплом в номинации «Лучший актёр» (Республиканский театральный фестиваль)

национальная премия «Артавазд»:
- Лучший режиссёр: 2009
- Лучший молодой актёр: 2011
- Лучшая актриса: 2007, 2012
- Лучшая сценография: 2010